# Памятник Данилу Галицкому (Львов)
Памятник Данилу Галицкому (укр. Пам'ятник Данилу Галицькому) — монумент Великому князю Галицко-Волынскому Данилу Галицкому, объединившему западноукраинские земли, установленный в городе Львове в центре города на площади Галицкой.

## История
Сооружение монумента было приурочено к 800-летию со дня рождения Даниила Романовича в 2001 году. Был организован Всеукраинский конкурс, в котором приняло участие немало художников и скульпторов.
Во время проведения конкурса было рассмотрено более 20 проектов памятника, которые подавались на конкурс анонимно, под девизами. Все проекты были выставлены во Львовском дворце искусств на суд зрителей — профессионалов и любителей, были учтены много различных вариантов и предложений.
Авторитетное жюри остановило свой выбор на композиции авторской группы скульпторов Василия Ярича, Романа Романовича и архитектора Еремы Чурилика, которые стали победителями конкурса.
Проект-победитель — молодой воин, поднятый на стременах, мудрый и воинственный князь, который удачно отражает историческую эпоху в целом.
5-метровая скульптура в бронзе была отлита в короткий срок: изготовление памятника полностью взяла на себя Львовская керамико-скульптурная фабрика.

## Описание
Монумент, весом в шестьдесят тонн гранита и девять — бронзы представляет собой статую короля Данила в ратном одеянии верхом на вороном коне в походных доспехах. По замыслу скульпторов, указательный перст Галицко-Волынского князя обращен к потомкам: беречь и охранять оставленное им наследство от посягательств любых угнетателей свободы и веры.
Сам памятник, имея общую высоту в десять метров, состоит из бронзовой конной скульптуры и высокого гранитного постамента с лаконичной надписью «Король Данило».
Постамент по периметру опоясан повторяющимися символами власти основателя Львова с трезубцем в центре.
Авторы монумента — архитектор Я. Чурилик и скульптор В. Ярич и Р. Романович.